# Bundesstraße 505
Pour les articles homonymes, voir Route 505.
La Bundesstraße 505 est une Bundesstraße du Land de Bavière.

## Géographie
La B 505 se trouve au nord-ouest de Nuremberg. Elle mène de la jonction de Pommersfelden de l'A 3 (officiellement de Höchstadt an der Aisch) à Bamberg. Elle servait autrefois à Bayreuth, mais fut remplacé par les autoroutes 73 et 70.

## Histoire
La Bundesstraße 505 est construite au milieu des années 1960 pour assurer une connexion rapide entre la nouvelle autoroute Nuremberg-Francfort-sur-le-Main (aujourd'hui A 3) et le nord-est (Bamberg et Bayreuth). Jusqu'à l'extension à quatre voies de l'A 70 dans les années 1990, la B 505 continuait sur l'A 9 jusqu'à Bayreuth/Kulmbach. La partie restante de la B 505 devait être étendue pour devenir la Bundesautobahn 731, ce qui ne s'est jamais produit. Cependant, l'extension à quatre voies de la B 505 est toujours incluse dans le plan de circulation fédéral de 2003, classée comme une exigence supplémentaire.

## Source
- (de) Cet article est partiellement ou en totalité issu de l’article de Wikipédia en allemand intitulé « Bundesstraße 505 » (voir la liste des auteurs).

1. ↑  (de) « B 505: Was sich durch den Ausbau alles ändern wird », sur Fränkischer Tag, 2021 (consulté le 2 août 2022)